# Partia Ukraińska
Partia Ukraińska – struktura wojskowa Wojska I Rzeczypospolitej.
W 1765 roku Komisja Wojskowa Koronna podzieliła cała jazdę polskiego autoramentu na partie.

## Regimentarze partii ukraińskiej
- stolnik żytomierski Ignacy Woronicz[1]
- Branicki (-1769)[2]
- kasztelan kijowski Stepkowski (1769-)[2]

## Skład partii w 1767 roku
- Pancernych – 1500/532[3]
- Lekkich – 325/164[3]

Razem – 1825/696